# George Jones (zanger)
George Jones (Saratoga, Texas, 12 september 1931 – Nashville, Tennessee, 26 april 2013) was een Amerikaans countryzanger.

## Biografie
Jones heeft als solo-artiest, maar ook samen met andere artiesten zoals Johnny Paycheck, meer dan 150 hits gehad. Dit leidde tot grote erkenning onder muziekcritici en collega-muzikanten. Waylon Jennings schreef in zijn nummer It's Alright: "If we all could sound like we wanted to, we'd all sound like George Jones."
Naast zijn muzikale carrière kende Jones een roerig leven. Hij haalde dikwijls de krantenkoppen met berichten over dronkenschap, diverse relaties (waaronder zijn huwelijk met Tammy Wynette) en geweld. Ook miste hij vele optredens, wat hem de bijnaam No Show Jones opleverde.
In 1992 werd hij opgenomen in de Country Music Hall of Fame en in 2010 in de Texas Country Music Hall of Fame.
Voor 2013 had Jones zijn laatste tournee gepland, waarna hij met pensioen wilde gaan. Na een ziekenhuisopname wegens bloeddrukproblemen  overleed hij op 26 april van dat jaar op 81-jarige leeftijd.
- Bibsys: 90108184
- Biblioteca Nacional de España: XX1556026
- Bibliothèque nationale de France: cb13895721x (data)
- Gemeinsame Normdatei: 119262940
- International Standard Name Identifier: 0000 0000 7839 7336
- Library of Congress Control Number: n83066270
- Nationale Bibliotheek van Letland: 000205231
- MusicBrainz: f2903be0-79a7-4334-8cc5-e45309482a97
- Nationale Bibliotheek van Tsjechië: xx0021230
- Nationale bibliotheek van Australië: 40661031
- Nationale Bibliotheek van Israël: 987007391913605171
- Nederlandse Thesaurus van Auteursnamen: 073284335
- Istituto Centrale per il Catalogo Unico: UBOV399376
- SNAC: w65f1d6w
- Système universitaire de documentation: 169170667
- Trove: 1448717
- Virtual International Authority File: 24787498
- WorldCat: E39PCjJqgJXxxxjRpJMmp3DBxC